# Tumbaya (departament)
Departament Tumbaya (hiszp. Departamento de Tumbaya) – departament w Argentynie, w południowej części prowincji Jujuy. 
Jego powierzchnia wynosi 3442 km². Stolicą departamentu jest Tumbaya. W 2010 roku populacja departamentu wynosiła 4658. Większość departamentu położona jest w dolinie Quebrada de Humahuaca wpisanej na listę światowego dziedzictwa UNESCO pod numerem 1116.
Departament Tumbaya graniczy z pięcioma innymi departamentami prowincji: Doctor Manuel Belgrano, Ledesma, Tilaca, Humahuaca i Cochinoca. Od południa graniczy z prowincją Salta.

## Transport
Przez departament przebiegają trzy główne drogi, same w sobie będące dużymi atrakcjami turystycznymi: Droga krajowa 9, Droga krajowa 52 (której część zwana jest Cuesta de Lipán) oraz Droga krajowa 40 (ruta nacional n.º 40 «Libertador General Don José de San Martín»). 

## Podział administracyjny
Departament składa się z trzech gmin (municipios): Purmamarca (2325 mieszkańców), Tumbaya (741) i Volcán (1592).
W skład departamentu wchodzą m.in. miejscowości: Tumbaya, Bárcena, El Moreno, Purmamarca, Volcán.